# Cañada de Benatanduz
Cañada de Benatanduz – gmina w Hiszpanii, w prowincji Teruel, w Aragonii, o powierzchni 34,89 km². W 2011 roku gmina liczyła 39 mieszkańców.